# Starlight (Kim Tae-yeon)
Starlight è un brano musicale della cantante sudcoreana Kim Tae-yeon insieme a Dean, pubblicato il 25 giugno 2016 per promuovere l'EP Why.